# Czornohuzy (przystanek kolejowy)
Czornohuzy (ukr. Чорногузи, ros. Чорногузы) – przystanek kolejowy w miejscowości Czornohuzy, w rejonie wyżnickim, w obwodzie czerniowieckim, na Ukrainie. Położony jest na linii Zawale – Wyżnica.